# André Michelin

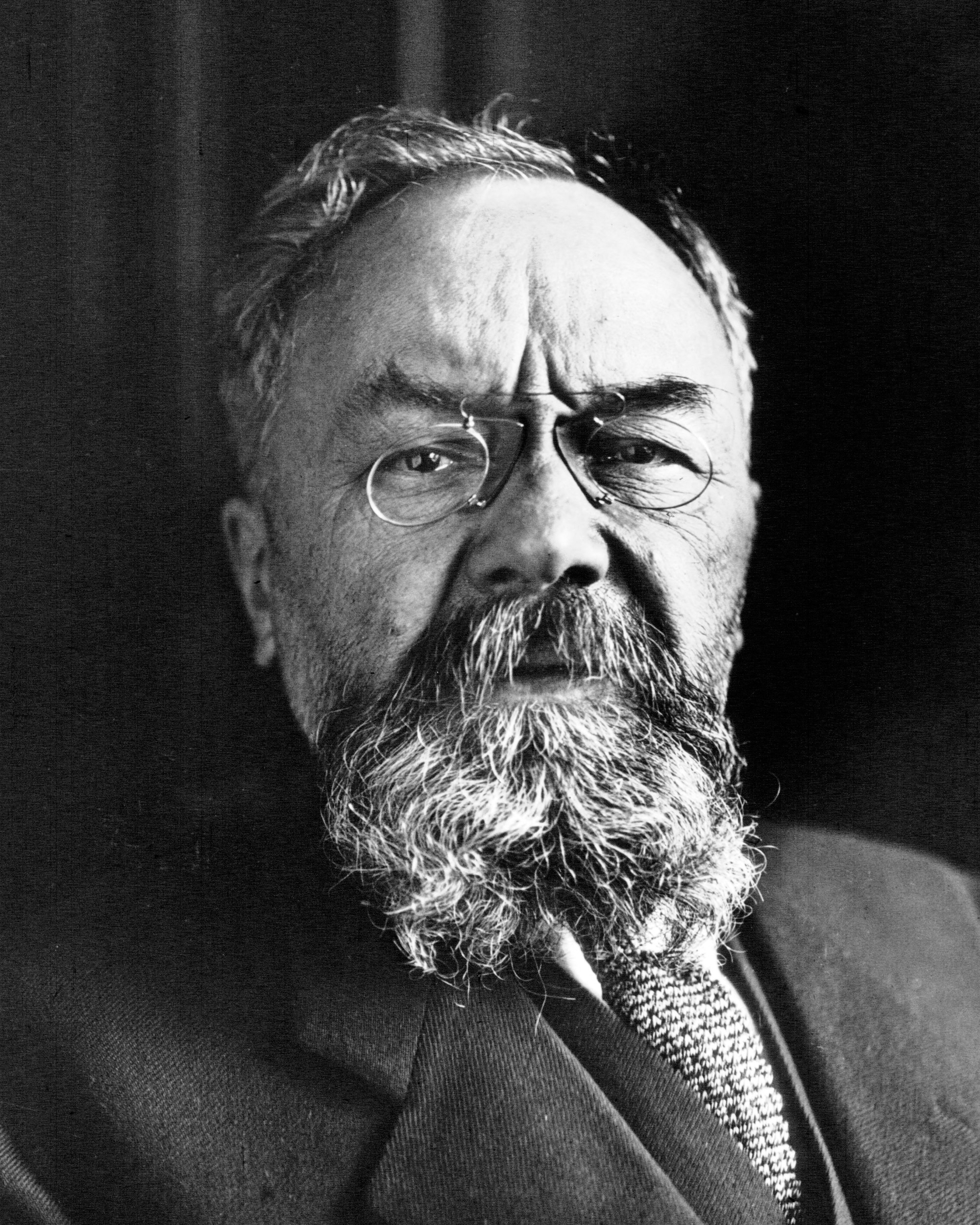
André Michelin

André Michelin (* 16. Januar 1853; † 4. April 1931) war ein französischer Industrieller.

## Leben
André Michelin machte seinen Hochschulabschluss als Ingenieur an der École Centrale Paris im Jahre 1877.
Mit seinem Bruder Édouard Michelin gründete er 1888 das Unternehmen Michelin & Cie, das ab 1891 die ersten Luftreifen produzierte. 
Des Weiteren führte er 1900 den Guide Michelin ein und gab 1910 eine 47-blättrige Frankreichkarte heraus, die nach dem Akkordeonprinzip gefaltet war.

## Auszeichnungen
- Ritter der Ehrenlegion
- Officier d’Académie